# Onbevlekt Hart van Mariakerk (Heverlee)

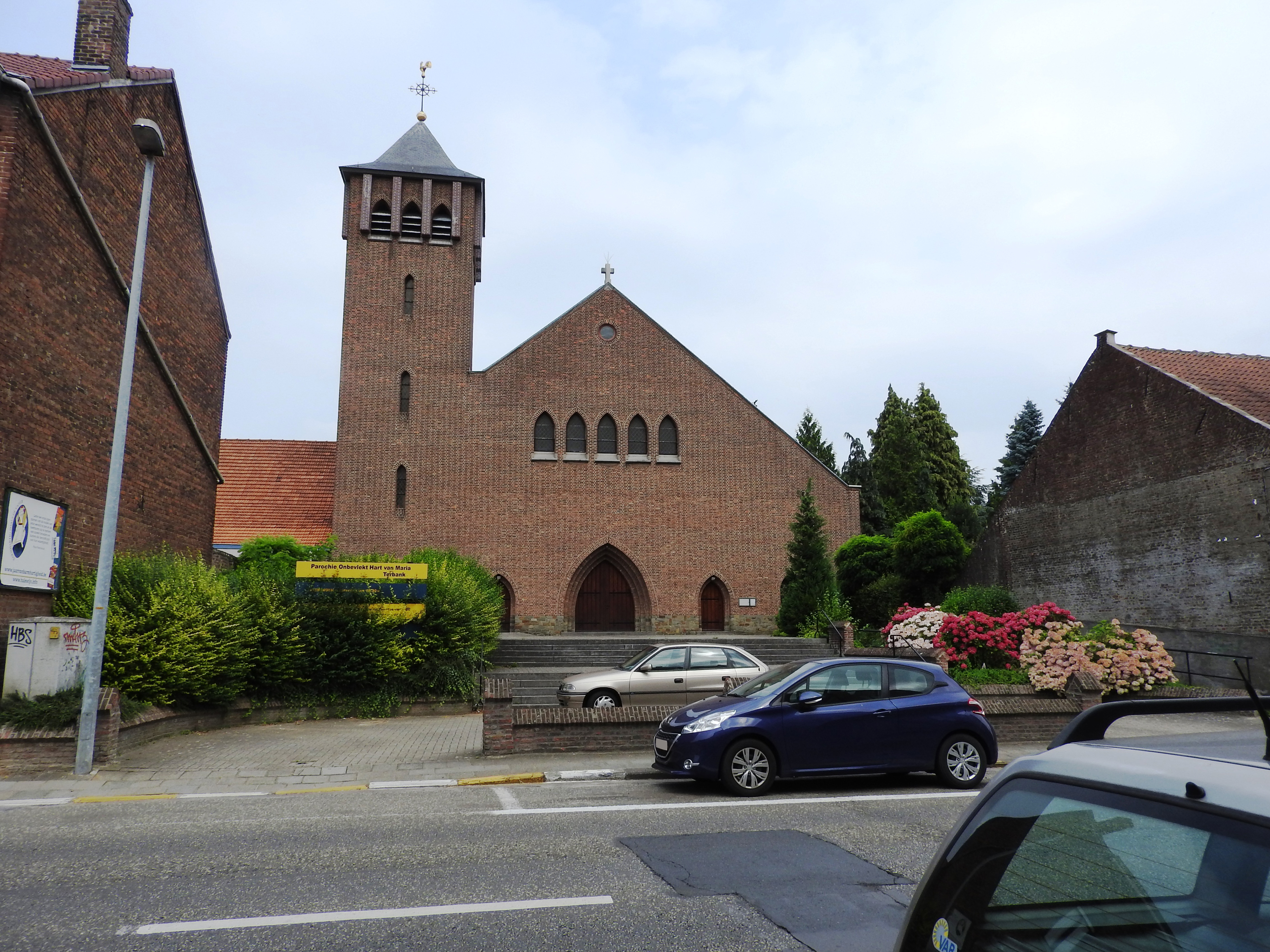
Onbevlekt Hart van Mariakerk (foto 2016)

De Onbevlekt Hart van Mariakerk is een parochiekerk in de tot de Vlaams-Brabantse gemeente Leuven behorende plaats Heverlee, gelegen aan de Tervuursesteenweg 92.

## Geschiedenis
De kerk bedient de wijk Terbank. Hier werd in 1943 de hulpparochie Onbevlekt Hart van Maria opgericht. In 1944 werd een noodkerk betrokken. Een definitieve kerk werd gebouwd van 1953-1955 naar ontwerp van Frans Vandendael.

## Gebouw
Het betreft een bakstenen kerkgebouw in traditionalistische stijl, een sobere moderne gotiek. De kerk heeft een naastgebouwde bakstenen toren. Het is een zaalkerk met zijgangen.